# 1871年洛杉矶华人大屠杀
1871年洛杉矶华人大屠杀（Chinese massacre of 1871），是1871年10月24日发生在美国洛杉矶的针对华人的种族仇杀事件，超过500名男性白人暴徒冲进洛杉矶唐人街袭击、抢劫并杀害当地华人居民。这起骚乱发生在尼格罗人街（Calle de los Negros，又称“黑鬼巷”Nigger Alley），后来该街成为洛杉矶街的一部分。共有18名华人移民在这次屠杀中被暴徒杀害，使这起所谓的“唐人街之战”（Chinatown War）成为美国历史上最大规模的私刑事件。

## 起因

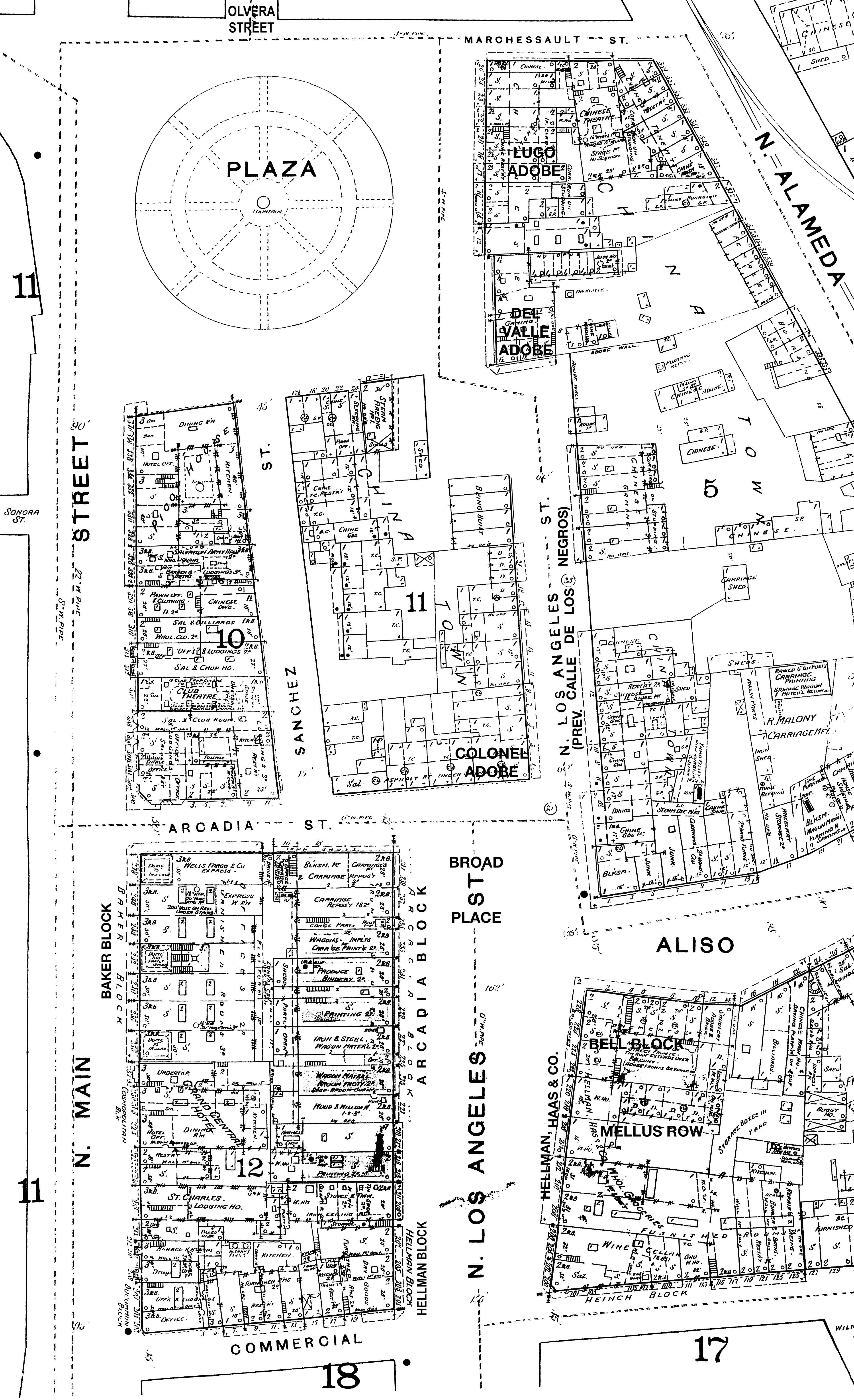
屠殺地點地圖（1888年）

1850年，洛杉矶正式建市，人口1600多人。1871年，洛杉矶仍是个不大兴旺的小镇，人口五、六千人，街边全是土坯房与沥青屋顶，凶杀案发生率居美国之冠。洛杉矶的移民很多。1850年代，洛杉矶已有不少意大利人、德国人、法国人。在之后20年里，华人移民也不断来到洛杉矶。
华人移民的外貌特征明显，他们留着辫子，举办宗教仪式，组织同乡会。当地人则开始不满“中国佬”出现。恐惧外国人的部分报纸甚至影射华人妇女全都是娼妓，影射大部分华人男人是皮条客和华人帮派的杀手。一篇社论公开声称，“华人在这里游手好闲，永远不会成为美国的一部分。”“无论如何，应该禁止他们的异教风俗。”在白人眼中，华人“每天光知道干活，拿低薪也不抱怨”，抢走了白人的工作机会。白人对华人的歧视日甚。

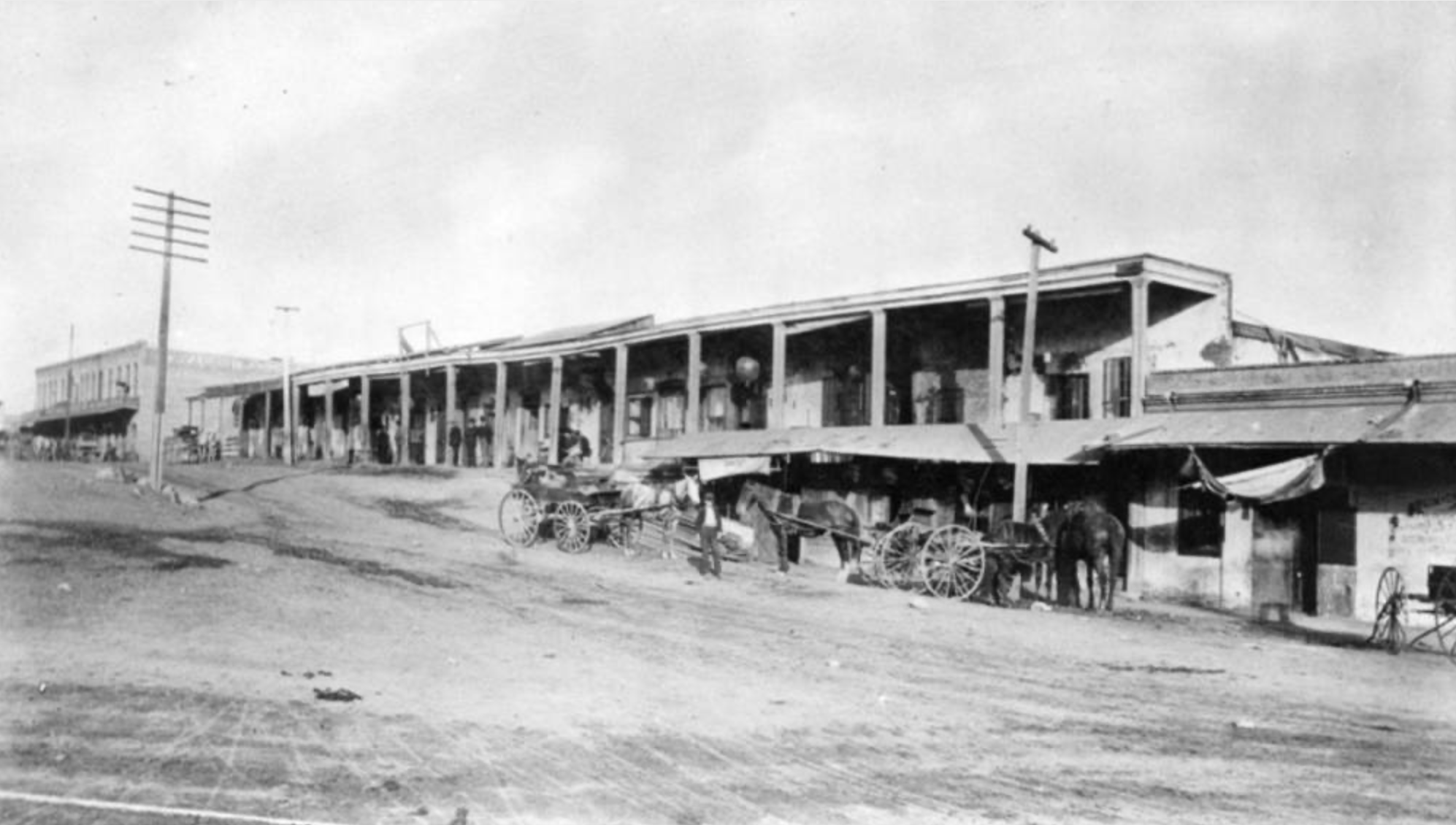
1875年的黑鬼巷

尼格罗人街（黑鬼巷）是一条两侧为低矮土坯房的数百米长的窄巷。此街因深色皮肤的西班牙殖民者最先在此定居而得名。尼格罗人街紧邻洛杉矶主要商业街区的东北部，曾经是洛杉矶最富有家庭的居住区。但到1860年代洛杉矶第一个唐人街在此建立时，当地已衰落为贫民窟。洛杉矶商人及回忆录作家哈里斯·纽马克（Harris Newmark）回忆道，尼格罗人街“实际上和随处可见的治安恶劣的社区一样”。尼格罗人街成为洛杉矶赌博与妓院的集中地，犯罪率居高不下。洛杉矶历史学家莫罗·梅奥（Morrow Mayo）形容此街是：
一条可怕的通道，宽40英尺，穿过整个街区，全是酒吧、赌场、舞厅、妓院。这里日夜都挤满各族裔的人，有男有女，所有人都流连在一个又一个下流场所，一个又一个酒吧，一张又一张桌子。在每一个下流场所，都有一支主要有口琴、吉他及其他弦乐器的乐队。
1870年的人口普查显示，洛杉矶市共有172名华人，大部分住在尼格罗人街，主要以当苦力、开小商店或耕田为生。洛杉磯華人當時人數最多的會館是四邑會館，於興（Yo Hing）與Sam Yuen都是四邑會館的領袖，但四邑會館於1870年分裂，於興成為Hong Chow會館的領袖，Sam Yuen成為寧陽（Nin Yung）會館的領袖。:109

## 骚乱和大屠杀

### 华人帮派
当时已成家的华人妇女霍玉（Yut Ho）被尼格罗人街的一个华人堂口幫派拐卖，该堂口幫派的头目名叫于興（Yo Hing）。霍玉是洛杉矶另一个华人堂口帮派的家属，该帮派头目是商店店主Sam Yuen。Sam Yuen从旧金山找来几个杀手，准备把霍玉救回，其中一个杀手就是霍玉的弟弟阿崔（Ah Choy）。
1871年10月23日傍晚，阿崔开枪将于興击伤，随后阿崔被警員埃米尔·哈里斯逮捕。因为于興事先和警官有“沟通”，所以阿崔的保释金被定为极高的2000美元。但Sam Yuen表示，他店裡有7,000美元足以保释阿崔。哈里斯陪Sam Yuen到他店里取钱。回来后便传出消息称，Sam Yuen还有很多钱，都藏在他店里的箱子内。
Sam Yuen店主是洛杉矶主要的酒水经销商，华人又一向勤俭，所以有钱并不奇怪。白人则对此十分眼红。事发几年后，洛杉矶的律师賀拉斯·贝尔写道：“比尔德赖恩听到枪声后赶到黑鬼巷，并非为了维持治安，而是他事先已与于興串通好了，在于興向阿崔开枪报复之后，他再趁乱到Yeun店主的店里把钱偷走。”尽管不少历史学家认为贝尔的说法不可信，但于興靠向比尔德赖恩“进贡”而安心经营赌场及妓院则是事实。事后，Sam Yuen店主也曾向《洛杉磯每日星報》透露，比尔德赖恩不是来维持治安，而是和于興的人一起来向自己这个帮派挑衅，打伤了阿崔，自己的帮派不得不开枪还击。
1871年10月24日傍晚，洛杉矶仅有的6名警察之一赫苏斯·比尔德赖恩（Jesus Bilderrain）刚在“海碧”酒吧坐下，没来得及喝酒，就听到外面传来一阵枪响。比尔德赖恩冲出酒吧，上马直奔传来枪响的尼格罗人街。到尼格罗人街后，比尔德赖恩看见一个名叫阿崔的华人中枪后躺在地上，血从脖子涌出。现场还有一伙华人，见警察来了便四散逃到附近一座平面呈“L”形的土坯房内，该土坯房是一些华人开店、居住之所。
接下来，按照比尔德赖恩起初的说法（他后来多次改变说法），他“勇敢地冲入华人的屋子里，却被一枪击中肩膀，不得不退了出来，枪也丢了”。受伤后的比尔德赖恩伏在地上，吹响哨子发出警报。很快，洛杉矶“蓝翼”酒吧老板罗伯特·汤普森（Robert Thompson）率先赶到，他也是洛杉矶私人自卫组织“警戒委员会”成员。汤普森接近土坯房的房门时，另一位刚赶来的警察阿道夫·赛里斯在汤普森身后喊：“中国人手里有武器。”汤普森把枪伸进门缝里胡乱开了几枪后，一脚将门踢开，刚进门胸口就中了一枪，倒在地上，一小时后不治身亡。按照加州歷史學家賀拉斯·貝爾的說法，事件是由羅伯特·湯普森想要偷走Sam Yuen的7,000美元，結果被Sam射殺引發的，Sam只是正當自衛。

### 骚乱和大屠杀
骚乱和大屠杀便由罗伯特·汤普森被杀而引发，汤普森是当地的大牧场主。此前，当地人就盛传华人帮派谋害白人的谣言，汤普森的死亡随即引发白人暴徒聚集，扬言要以血还血。汤普森的死讯传开后，约有500名白人聚集到尼格罗人街，围攻土坯房里的华人。华人抵抗一阵后投降。
随后，成批暴徒开始大规模袭击华人，并洗劫华人商店。暴徒对施暴对象不加区别，不管是否与之前那次枪战有关，一切华人男子都被视为罪犯。暴徒抓住华人阿文后，一个名叫约翰斯顿的暴徒挥舞手枪，威胁其他暴徒协助绞死阿文：“上帝诅咒他，就算你们不弄死他，我照旧会毙了他。”仅骚乱扩散的半小时内，就有14名华人遇害。
手拿武器的白人押着华人走向临时竖立起来的绞刑架。一些商店门廊的横梁也被作为绞刑架。华人很快被绞死，悬挂在绞刑架上暴尸，其中一具尸体没穿裤子，还有一具尸体是个十多岁的孩子。曾任洛杉矶市议会议员的约翰·格勒反对用残忍手段对待华人，但他的抗议被一个牛仔喝止：“闭嘴，你个狗娘养的！”并把枪对准了他。
很受尊敬的华人医生吉恩·童试图用钱财换取暴徒留下自己性命，结果遭到洗劫，最后被暴徒从嘴里射了一枪杀害。尸体被挂在绞刑架上，戴金戒指的手指也被暴徒割掉。
参与屠杀华人的不仅有成年白人男子，白人妇女及孩子也参与了大屠杀。一位志愿绑制绞刑架套索的白人妇女在行刑时喊道：“绞死他们！”一个白人孩子也从纺织品店拿来绳索并喊：“绳子来了！”
洛杉矶的华人死者被绞死在三个靠近城市繁华商业区心脏的地点：一家马车店前的人行道上的木棚；两辆停在马车店拐角处的“草原篷车”（prairie schooners）的两侧；一个距离其他两个地点几个街区远的木场的大门横梁上。被绞死的受害者之一没有穿裤子，且左手的一根手指失去。
该街区华人占用的几乎每一幢建筑都被洗劫一空，几乎所有居民都被袭击或抢劫。共有18名华人移民在遭受拷打之后被暴徒杀害，吊在街头暴尸，使该事件成为美国历史上最大规模的私刑事件。实际上，这次大屠杀的死难者都与华人帮派没有直接联系。
在骚乱和大屠杀中，也有见义勇为的白人保护华人。退休教师罗伯特·威德尼（Robert Widney）当时开了一家商店。事发时，5名华人躲入店内，暴徒随后就至。威德尼扭住一名暴徒持枪的手并对准其喉咙，小声说：“滚出去，否则我杀了你。”暴徒退出商店，5名华人得救。
骚乱最终被洛杉矶司法长官詹姆斯·伯恩斯制止。伯恩斯被洛杉矶开设赌馆和妓院的人尊称为“老爹”，在当地很有威望。他向不赞同屠杀的围观者说，只要有25人听他指挥，他就能制止骚乱。很快就有25人跟随伯恩斯来到尼格罗人街，随即平息了骚乱。
10月24日晚11点多，在骚乱中抢得钱财的暴徒纷纷来到酒吧喝酒庆功，各自吹嘘自己杀死了几个“中国佬”。一个衣服上沾有血迹的暴徒在J.H.威尔东酒吧里说：“我杀了3个中国人，心满意足。”

### 警方的失职
事发时，洛杉矶市警察局局长马歇尔·贝克（Marshal Francis Baker）曾召集人员包围“L”形土坯房。在接受质询时，贝克表示他此举是为“防止杀害汤普森的凶手逃走”。但当围攻土坯房的枪声响起后，贝克却因为“要休息”而回家。
事发时，两位警察埃米尔·哈里斯（Emil Harris）、乔治·加德（George Gard）正在距尼格罗人街半条街远的地方闲逛。听到比尔德赖恩吹哨后，两人赶往尼格罗人街，半路哈里斯控制住一名正逃命的华人，但随后把他交给了冲来的白人暴徒。两位警察未制止骚乱，却站在Sam Yuen店主已被洗劫一空的商店外“警戒”，实际是想让Sam Yuen店主事后给点回报。就在骚乱前几天，一份报纸透露，这两位警察收了Sam Yuen店主“精美的礼物”。但是三個月後，華人的Wing Chong公司將精美的中國刺繡贈給哈里斯及加德，感謝兩人保護華人的生命財產。
警察比尔德赖恩是事件中的关键人物。后来，比尔德赖恩对于事件发生的经过说法多变。一会儿说在事发现场见到了Sam Yuen，一会儿又说没见到。当Sam Yuen提起诉讼，要求参与骚乱者归还他的金子时，比尔德赖恩坚定声称，他在事发当晚“绝对没见到”Sam Yuen。

### 暴動的死者
除了最初被槍殺的阿崔以及白人湯普森，暴動的死者名單如下：

被吊死：
1. Ah Wing
2. Chee Long "Gene" Tong，知名中國醫生
3. Leong Quai，洗衣工
4. Ah Long，製雪茄師
5. Chang Wan
6. Wan Foo，廚師
7. Tong Wan，廚師和音樂家
8. Ah Loo
9. Day Kee，廚師
10. Ah Waa，廚師
11. Ho Hing，廚師
12. Lo Hey，廚師
13. Ah Won，廚師
14. Wing Chee，廚師
15. Wong Chin，店主

在Coronel Adobe內被槍殺：
1. Johnny Burrow
2. Ah Cut，釀酒師
3. Wa Sin Quai

這些受害者都與槍戰或湯普森之死無關。

## 事后
因为骚乱范围太大，数百人参加，以致最终根本没有人受到惩罚，甚至没人受到谴责。由於當時加州法律禁止華人在有白人涉案時作證，因此本案沒有華人出庭作證（該法律於1873年失效）:194-195。只有10名暴徒一度因童医生之死而受到起诉。其中8人被定为过失杀人罪，分别判处2至6年监禁，在聖昆丁州立監獄服刑。但不久加利福尼亚州高等法院就推翻了判决，8人被全部释放。这8人是：
埃斯特班·阿尔瓦拉多（Alvarado, Esteban）
查尔斯·奥斯丁（Austin, Charles）
雷富希奥·博特略（Botello, Refugio）
L.F.克伦肖（Crenshaw, L. F.）
A.R.约翰逊（Johnson, A. R.）
赫苏斯·马丁内兹（Martinez, Jesus）
帕特里克·M.麦克唐纳（McDonald, Patrick M.）
路易斯·门德尔（Mendel, Louis）
这样从轻发落也是因为当时洛杉矶市官员正说服铁路公司将太平洋铁路修到洛杉矶，以便吸引西进的移民。洛杉矶市官员担心，若此事太声张，会使移民对洛杉矶市却步。
Sam Yuan控告洛杉磯市沒有阻止暴亂與搶劫，洛杉磯市政府則指責將Coronel Adobe租給華人的Antonio Coronel造成滋擾。于興也被華人控告。不久于興被敵對華人幫派的殺手殺死。
该事件被美国东海岸的报纸报道，报道中洛杉矶被视为“染血的伊甸园”（blood stained Eden）。东海岸的舆论纷纷指责这一暴行。
加利福尼亚州是美国反亚裔运动的先锋。当地人对亚洲移民由嫌恶逐渐演变为敌视。在这种氛围下，1882年，美国通过了《排华法案》，禁止华人移民美国，这是美国历史上首部针对特定族裔的歧视性法案。
1877年，尼格罗人街被并入洛杉矶街。华人大屠杀发生的公寓楼在1880年代末被推倒。今天，该位置是普韦布洛洛杉矶州立历史公园所在地的一部分。

## 延伸阅读
- Scott Zesch. . New York: Oxford University Press. 2012-06-29  [2021-02-07]. ISBN 978-0-19-996920-3. （原始内容存档于2021-04-26）.